# Bradysia heydemanni
Bradysia heydemanni är en tvåvingeart som först beskrevs av Franz Lengersdorf 1955.  Bradysia heydemanni ingår i släktet Bradysia och familjen sorgmyggor.
Artens utbredningsområde är Tyskland. Arten är reproducerande i Sverige. Inga underarter finns listade i Catalogue of Life.